# Indikation
Indikation i medicinska sammanhang är det symptom, sjukdomstillstånd eller liknande, vid vilket en specifik behandling används. Indikationen smärta gäller alltså för ett smärtlindrande läkemedel, indikationen förhöjt blodtryck gäller för ett blodtryckssänkande läkemedel. Ett läkemedel kan ha flera indikationer, till exempel inflammation och feber.
Motsatsen till indikation är kontraindikation.